# Jenbach
Jenbach je obec v Rakousku ve spolkové zemi Tyrolsko v okrese Schwaz.
Žije zde 6 867 obyvatel (1. 1. 2011).